# Округ Мид (Кентаки)
Округ Мид (енгл. Meade County) је округ у америчкој савезној држави Кентаки.

## Демографија
По попису из 2010. године број становника је 28.602, што је 2.253 (8,6%) становника више него 2000. године.
| Група             | 2000.          | 2010.          |
| Белци             | 24.050 (91,3%) | 25.905 (90,6%) |
| Афроамериканци    | 1.088 (4,1%)   | 948 (3,3%)     |
| Азијати           | 139 (0,5%)     | 158 (0,6%)     |
| Хиспаноамериканци | 567 (2,2%)     | 859 (3,0%)     |
| Укупно            | 26.349         | 28.602         |